# Stadskanaal (commune)
Pour les articles homonymes, voir Stadskanaal.
Stadskanaal est une commune néerlandaise, dans la province de Groningue. Elle compte environ 34 000 habitants sur une superficie de 120 km2.
Stadskanaal a une fonction centrale dans sa région. Quand Philips ouvrit une fabrique à Stadskanaal, le directeur demanda au conseil de faire une vraie ville, avec une bibliothèque, un théâtre, etc. Maintenant, il y a plusieurs lycées, un hôpital et beaucoup de clubs sportifs.
Autrefois[Quand ?], il y avait des routes maritimes et fluviales importantes et des chemins de fer, mais lors de l'arrivée de la voiture, on utilisa les canaux presque seulement pour le tourisme. Aussi la gare n'existe plus. Dans l'ancienne gare, en été seulement, quelques trains touristiques par jour commencent leur voyage à Veendam.

## Communes limitrophes
| Veendam                  | Pekela      |             |
| Aa en Hunze ( Drenthe)   | Stadskanaal | Westerwolde |
| Borger-Odoorn ( Drenthe) |             |             |

## Personnes liées à la commune
- Henk Wijngaard (1946-), auteur-compositeur-interprète.
- Sylvia Smit (1986-), joueuse de football.

## Lien externe

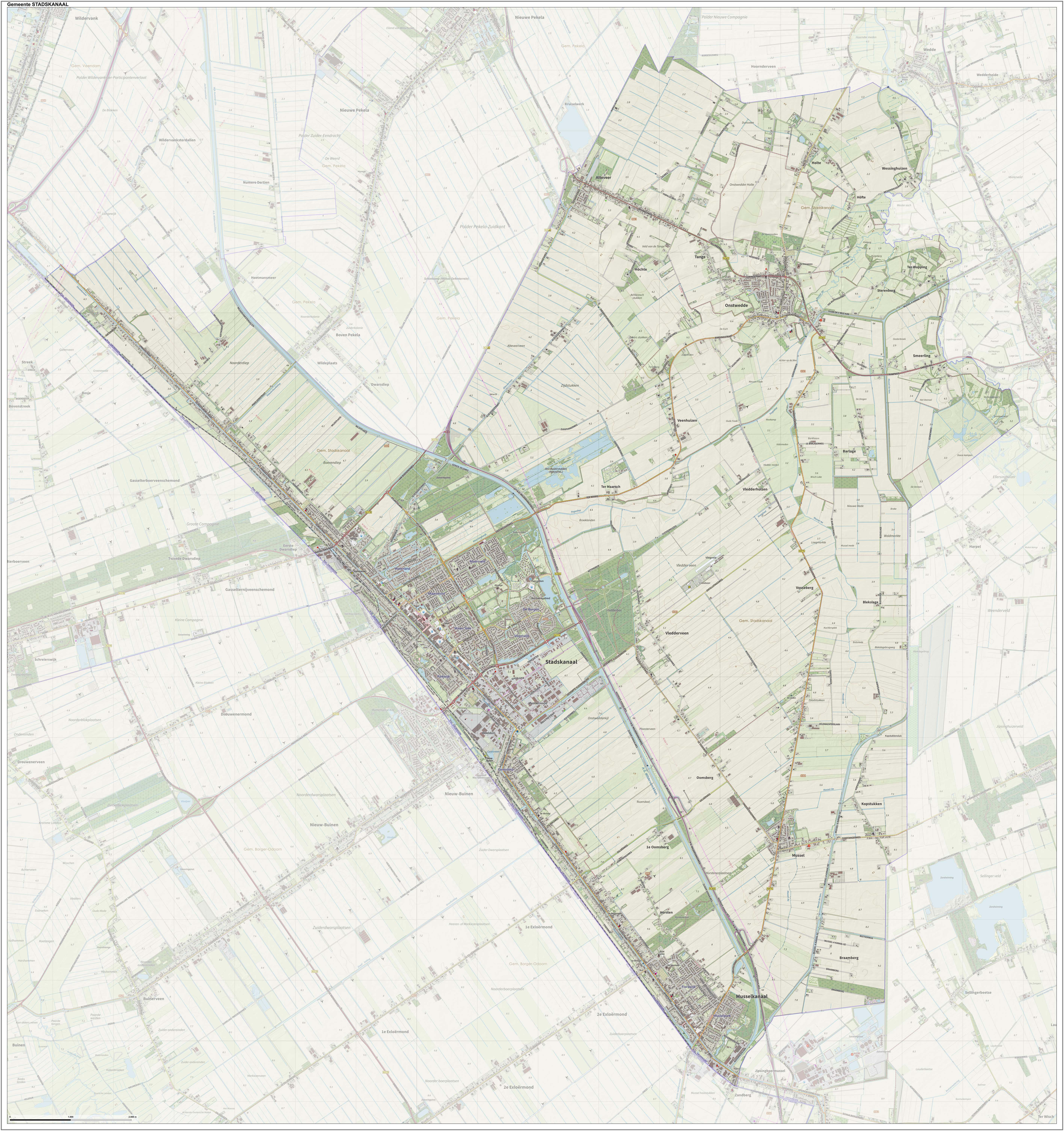
Plan détaillé de la commune de Stadskanaal.